# Agelena nyassana
Agelena nyassana är en spindelart som beskrevs av Roewer 1955. Agelena nyassana ingår i släktet Agelena och familjen trattspindlar.
Artens utbredningsområde är Malawi. Inga underarter finns listade i Catalogue of Life.